# The Rest is Silence
The Rest is Silence is het tweede studioalbum van de Zweedse punkband Randy. Het album werd in 1996 net zoals het voorgaande studioalbum in Zweden uitgegeven via het platenlabel Dolores Recordings. In het Verenigd Koninkrijk werd het album uitgegeven door het label Rugger Bugger Discs in de vorm van een lp, waarmee het de eerste lp van de band was. Net zoals het debuutalbum There's No Way We're Gonna Fit In werd ook dit album in 2000 heruitgegeven door het Zweedse label Burning Heart Records.
In 1996 werd er in Zweden via Dolores Recordings de single "At Any Cost" uitgegeven. Deze single bevat het nummer At Any Cost" en twee nummers die niet op de Europese versies van het album te horen zijn, namelijk "No More the Fawning Guy" en "The Fork is My Weapon". Het laatstgenoemde nummer heet volgens de Japanse versie van het album "My Fork is My Weapon".
Het is het laatste album waar basgitarist Patrik Trydvall aan heeft meegewerkt. Trydvall verliet de band in 1997. Na zijn vertrek veranderde de stijl van de band richting poppunk.

## Nummers
1. "Snorty Pacifical Rascal" - 3:12
2. "Utilizing Peanuts" - 2:27
3. "At Any Cost" - 3:33
4. "Where Our Heart Is" - 2:52
5. "All Eaten Up" - 2:27
6. "No More the Meek" - 2:53
7. "You're Eating from Their Hand" - 2:48
8. "On the Rack" - 3:11
9. "The Beginning" - 2:50
10. "Kiss Me Deadly"  (cover van Lita Ford) - 3:18
11. "Whom to Blame" - 2:40

Japanse bonustracks
1. "No More the Fawning Guy"
2. "My Fork is My Weapon"